# 2011年O104:H4型大腸桿菌疫情
| 說明       | 食物未限制或檢測 | 食物檢測與/或醫學檢測完成 | 食物銷售與/或進出口受到限制 |
| ---------- | ---------------- | ------------------------- | --------------------------- |
| 沒有病例   |                  |                           |                             |
| 疑似病例   |                  |                           |                             |
| 非本土病例 |                  |                           |                             |
| 本土病例   |                  |                           |                             |
| 死亡病例   |                  |                           |                             |

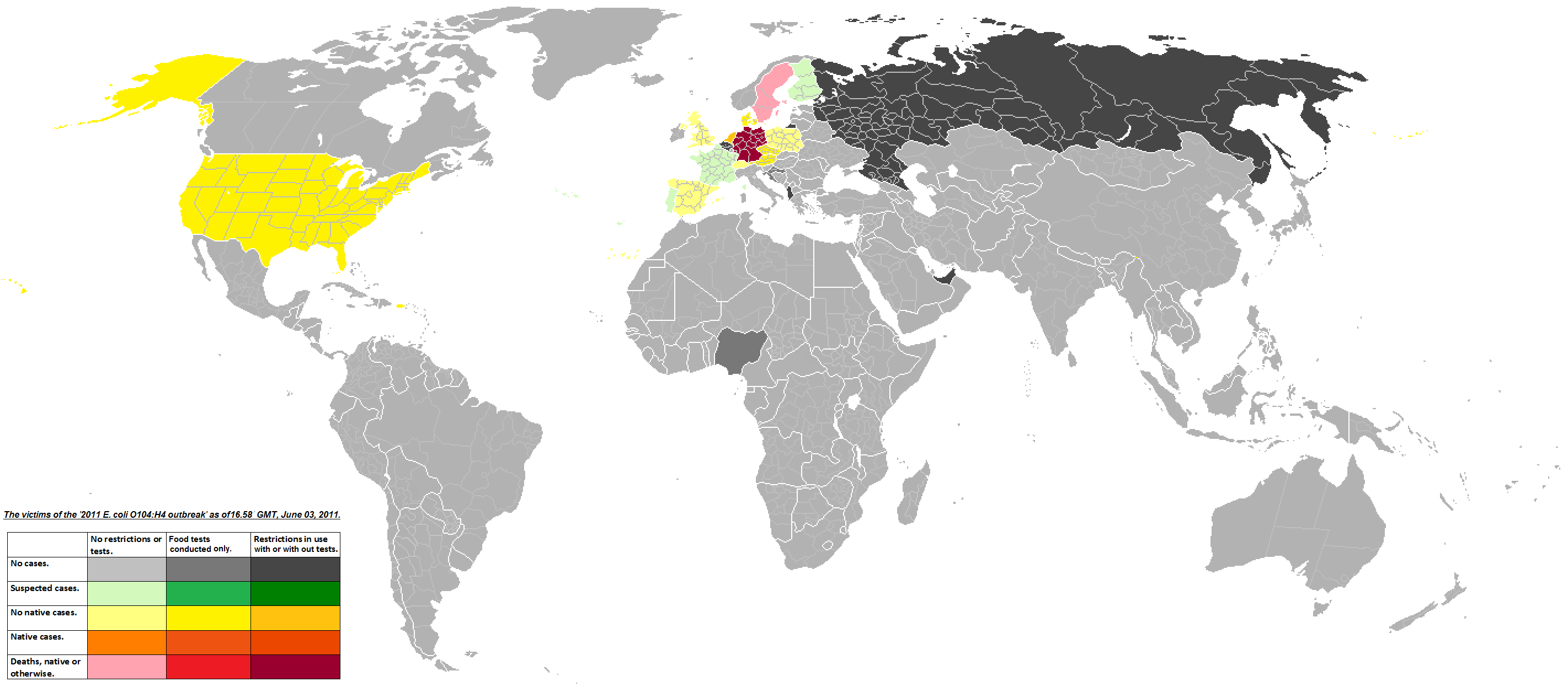
2011年O104:H4型大腸桿菌疫情分布圖
截至2011年6月3日
2011年4月21日起，在德國的永久居民或短暫停留人士曾曝露其中，例如購買來自德國的食物，或與HUS病例有近距離接觸。

2011年O104:H4型大腸桿菌疫情於2011年5月德国開始爆發，並造成多人死亡。新菌株O104:H4型大腸桿菌是導致食物中毒的主因。最早是出現數人在德國遭到細菌感染，進而併發溶血性尿毒综合征，陸續接受急診治療後，這波疫情就開始了。截至6月8日，由於疫情加劇，溶血性尿毒綜合症導致26人死亡，約500人入院。6月5日，德國下萨克森州農業廳表示，比嫩比特尔一家農場所生產的某一品種豆芽，疑似為疫情爆發的源頭。該農場目前已經關閉。雖然下薩克森的實驗室在該農場產品中沒有檢測出任何致病的大腸桿菌，但不久後，北莱茵-威斯特法伦州的一個實驗室在該農場一包已丟棄的豆芽菜中驗出致病菌株。
另外在德國境內，已通報4125宗病例，48人死亡（截至7月1日）。除了德國，也有零星病例發生在瑞士 、波蘭、荷兰、瑞典、丹麦、英国、加拿大及美國。基本上，所有被感染的患者在患病前不久都去過德國。
最初德國官員誤判致病大腸桿菌菌株的來源，並發佈這則錯誤消息。德國衛生當局在還未得到檢測結果，便將O104血清型與西班牙進口的小黄瓜連結在一起。不久他們才發現西班牙的溫室並非來源，這些小黃瓜樣本並沒有測出致病的大腸桿菌，和這波疫情無關。西班牙隨後對德國的誤判表達強烈的憤怒，導致該國出口業每週2億美元的損失。
疫情爆發後，俄罗斯已禁止從欧盟進口所有新鮮蔬菜。

## 事件經過
| 說明     | 標示顏色      |
| -------- | ------------- |
| 沒有病例 | 俄羅斯…       |
| 疑似病例 | 葡萄牙、芬蘭… |
| 確定病例 | 丹麥、法國…   |
| 死亡病例 | 德國、瑞典    |

歐洲各國大腸桿菌疫情分布圖
（截至2011年6月5日）

2011年5月2日，德國衛生當局報告該國正引爆一波稱為「溶血性尿毒綜合症」的重症疫情。5月21日出現了第一例死亡病例，隔日（5月22日）德國衛生當局表示：「很清楚的，我們正面對一個異常情況。」大腸桿菌感染是有規律性的發生，在德國每年約有800～1200人遭到感染，但通常症狀是輕微的。至5月25日，疫情已經擴散至德國西北部的大部分地區。
2011年5月26日，德國衛生官員宣稱來自西班牙的小黃瓜是導致這次德國疫情爆發的來源。5月27日，德國官員向周圍國家發出警告，應盡速將西班牙進口的有機小黃瓜從市面上下架回收。同日，歐盟委員會表示西班牙安達卢西亞的兩處疑似出產帶菌小黃瓜的溫室已經關閉，並正在著手調查中。調查也包括分析這兩處溫室的土壤與水質樣本，檢測結果預計於6月1日出爐。6月1日檢驗結果顯示，原認為有問題的兩處溫室所生產的小黃瓜樣本皆未遭到大腸桿菌汙染，但這段期間藉由德國運輸與汉堡通路網所形成的交叉汙染尚未減緩；事實上，絕大多數的可能病例是因為在德國境內所形成交叉汙染。德國疾病管制和預防機構羅伯特·科赫研究所建議停止在德國食用生番茄、小黃瓜及生菜，以避免疫情擴大。

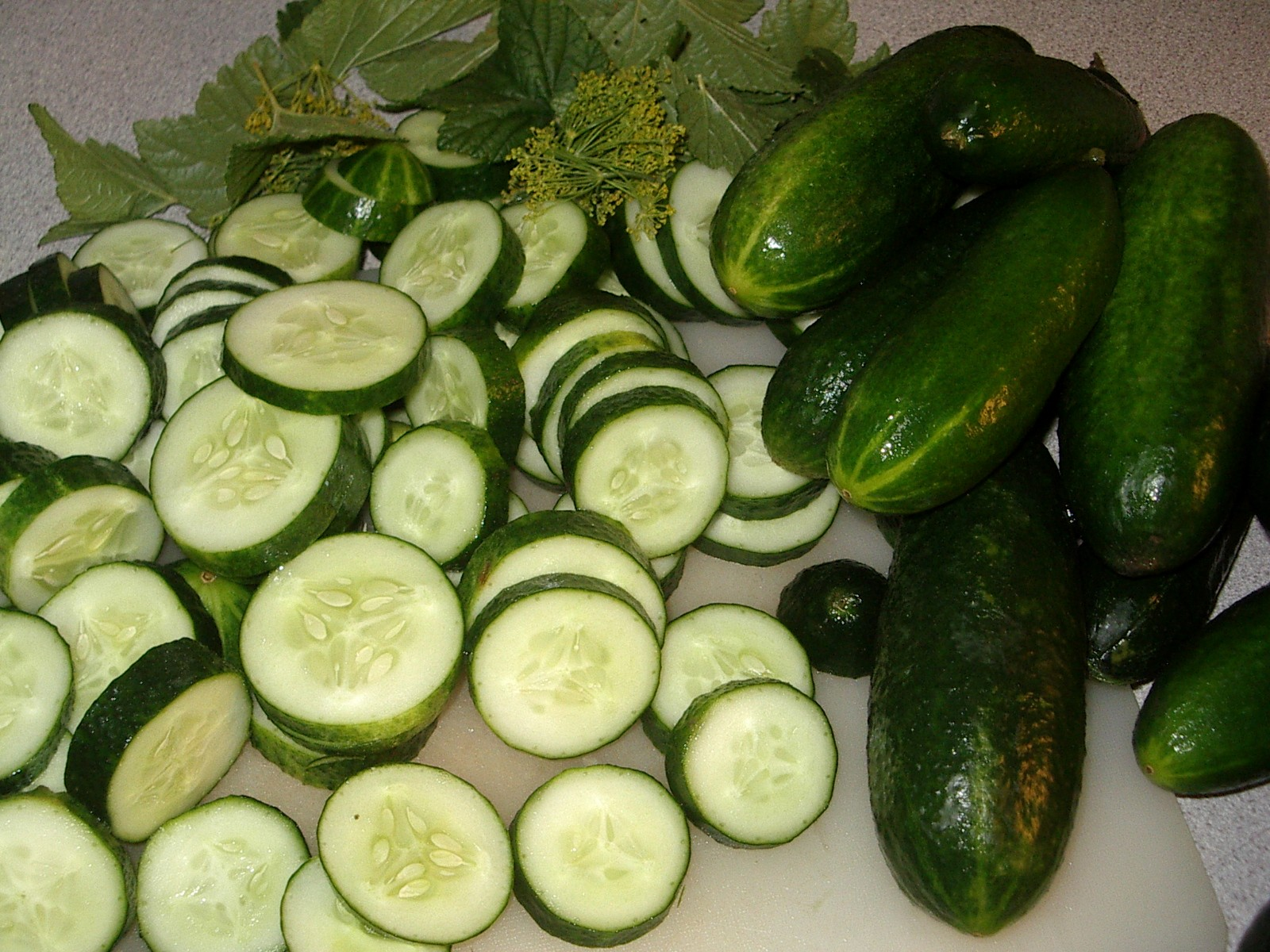
小黃瓜

5月31日，一位歐盟官員表示小黃瓜很可能在漫長的運輸過程中的某一定點受到汙染，西班牙官員在之前也表示病源來自西班牙的說法毫無根據；西班牙歐洲事務部長羅培茲表示：「你們不能將疫情病源歸咎西班牙。」同日，實驗室測定結果出爐，在受測的四個小黃瓜中有兩個測出大腸桿菌，專家表示較有可能的來源是在德國境內的交叉汙染，但測到的大腸桿菌並非病人體中發現的O104菌株。另外兩個小黃瓜中的細菌則尚未被鑑定出。
根據5月31日出版的《明鏡周刊》中的一篇文章，將病菌散播到作物上的原因可能包括液態糞肥、被汙染的水與西班牙蛞蝓，這種蛞蝓在德國境內是長久以來的問題，但在原產地西班牙造成更廣泛且嚴重的問題。
6月4日，據傳有德國與歐盟官員正在檢察的資料顯示德國北部呂貝克的一家餐廳可能是這波疫情的源頭，因為有十七個人在這家餐廳用餐後遭到感染。此時，德國各大醫院已經快被感染大腸桿菌的患者占滿。

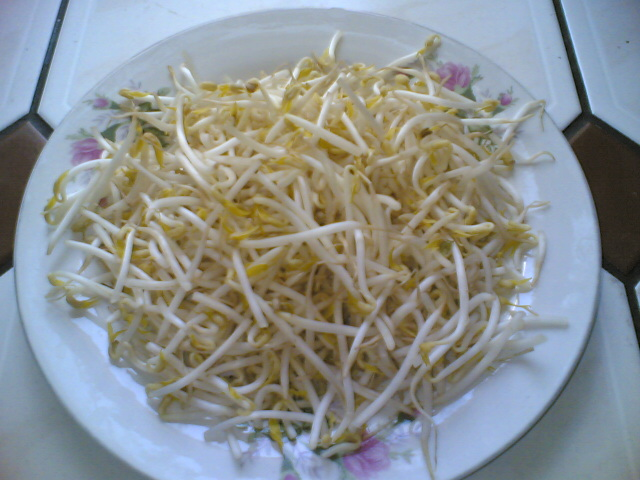
豆芽菜

6月5日，下薩克森農業部的一名發言人警告人們不要食用本土產的豆芽菜，因為豆芽菜也成了被汙染的作物之一。下薩克森境內比嫩比特爾一處農場生產的豆芽菜疑似為疫情爆發的源頭。但6日官員表示這個說法沒有經實驗證實，在疑似感染農場的40個樣本中，有23檢驗結果呈現陰性。6月10日，羅伯特·科赫研究所的負責人柏格證實豆芽菜為這次疫情的源頭，食用過豆芽菜的人發生出血性腹瀉（bloody diarrhea）的比率是其他人的九倍。世界卫生组织於同日發表的「第13版更新」（the update 13）證實了這項敘述。
根據德國聯邦風險評估研究所的國家大腸桿菌實驗室負責人表示，這次爆發的大腸桿菌菌株已在德國境內流傳了十年，對象是人類而非牲畜，食物則疑似遭到人類排泄物的污染。

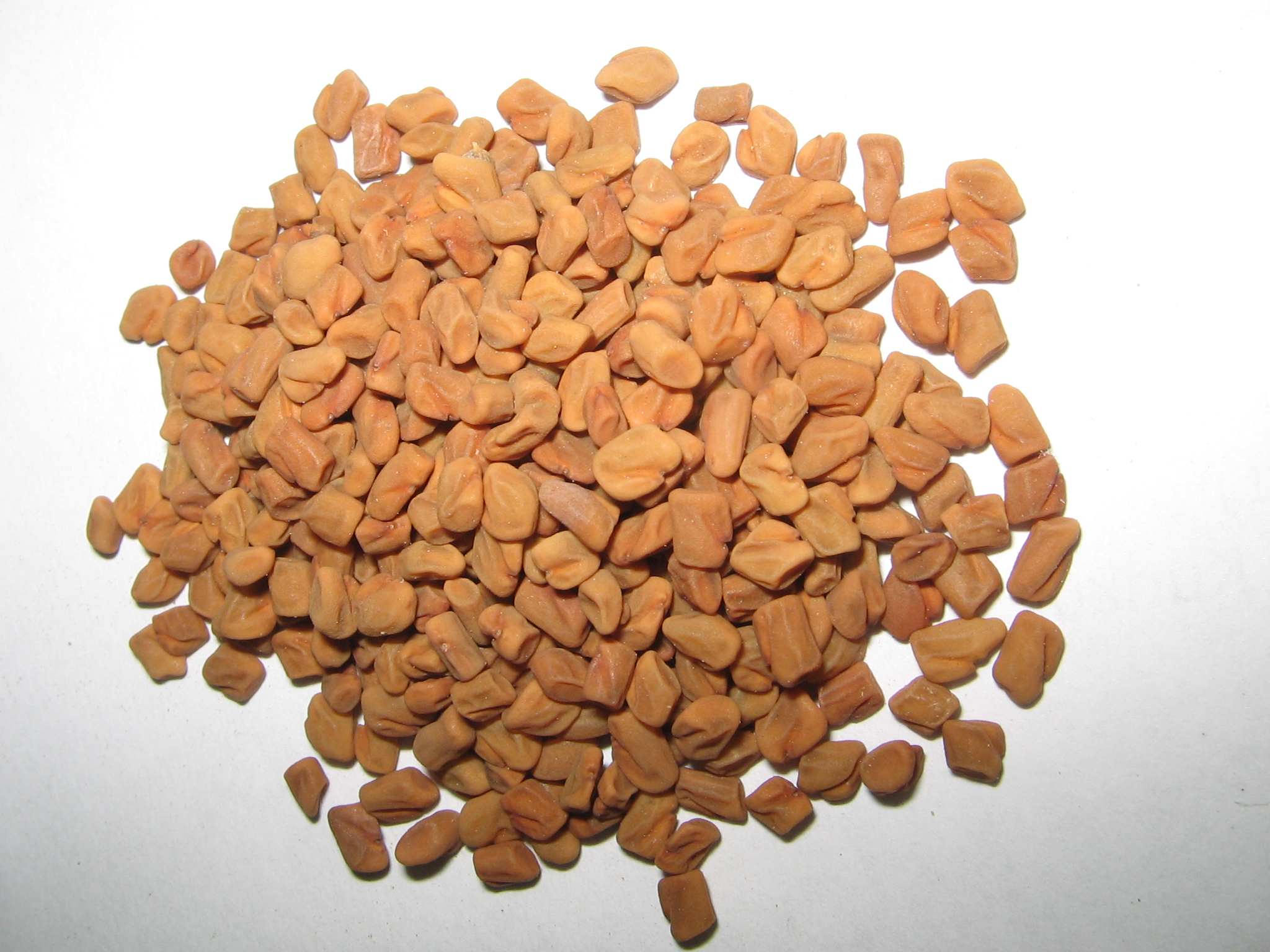
葫蘆巴種籽

6月29日，歐洲食品安全局與ECDC公布兩方共同進行的风险评估，文中將德國疫情與法國波爾多地區於6月24日首次報告的溶血性尿毒綜合症疫情做了連結，該地區的幾名患者已確認感染O104:H4型大腸桿菌。該評估提到2009年與2010年從埃及進口的葫芦巴種籽與這次疫情或許有關聯，這批種籽已發芽過，很可能是造成兩地疫情的共同來源。為求慎重仍表示：「是否真的是汙染的共同原因，目前還有很多不確定性。」作為檢測樣本的這批種籽，目前還未發現任何O104:H4型大腸桿菌的菌株。埃及堅決否定葫蘆巴種籽是造成致命大腸桿菌菌株的來源，埃及農業部長認為該臆測根本是「一派胡言」。

## 致病菌株

造成疫情的O104:H4型大腸桿菌

導致這次疫情的致病菌株為大腸桿菌O104:H4型，這種大腸桿菌雖屬腸出血性，但仍攜帶部分腸聚集性大腸桿菌的基因，並攜帶許多抗藥基因，對至少八種主要抗生素有抗藥性。腸出血性大腸桿菌的主要毒素：志賀樣毒素可損傷腸道黏膜，甚至進入血液中破壞紅血球，導致溶血性病變，這種症狀在腎中最為明顯，常導致急性腎功能衰竭，併發溶血性尿毒综合征。大部分出血性腸炎均是由O104:H7型大腸桿菌引起，這次疫情則是肇因於較罕見的O104:H4型。
6月5日，中國深圳的華大基因研究院首先完成大腸桿菌O104:H4型的基因定序，經過資料比對，研究人員判斷2001年德國從腹瀉病人分離的01-09591菌株應為這次O104:H4型大腸桿菌的直接祖先，其毒性基因與本次菌株大致吻合，但本次菌株經過十年演化後，攜帶了許多以前沒有的抗藥性基因。

## 受影響國家

### 概要
截至2011年6月8日，一般相信絕大多數或所有的受害者都是在德國遭到感染。下方列表所列入的確定病例，是根據他們當時確診的所在地。 
| 國家   | 死亡人數      | HUS病例        | 非HUS病例 |
| ------ | ------------- | -------------- | --------- |
| 奥地利 | 0             | 1              | 4         |
| 捷克   | 0             | 0              | 1         |
| 丹麦   | 0             | 9              | 14        |
| 法國   | 0             | 8（6+2）       | 10（2+8） |
| 德国   | 48（24+7+17） | 845（692+153） | 3,154     |
| 希腊   | 0             | 0              | 1         |
| 盧森堡 | 0             | 1              | 1         |
| 荷蘭   | 0             | 4              | 7         |
| 挪威   | 0             | 0              | 1         |
| 波蘭   | 0             | 2              | 1         |
| 西班牙 | 0             | 1              | 1         |
| 瑞典   | 1             | 18             | 35        |
| 英国   | 0             | 3              | 3         |
| 總計   | 49（32+17）   | 892            | 3,233     |

| 國家   | 死亡人數 | 確定病例 | 疑似病例 |
| ------ | -------- | -------- | -------- |
| 加拿大 | 0        | 1        | 0        |
| 瑞士   | 0        | 3        | 0        |
| 美国   | 0        | 5        | 0        |
| 總計   | 0        | 9        | 0        |

### 歐盟成員國

#### 德国
德國是這波感染中受害最嚴重的國家，已有18名患者死亡，並有其他1700人感染，其中520人併發了溶血性尿毒綜合症並可能有腎臟病變的危險。5月26日德國衛生官員表示漢堡市一家商店的四個送檢的小黃瓜（三個來自西班牙，另一個來源不明）被檢出腸出血型大腸桿菌，這種菌株是當時認為造成感染的病菌。從那天起德國專家開始將西班牙進口的小黃瓜從商店下架。
根據德國的《亮點》雜誌，6月1日，漢堡市衛生局長普魯佛·史托克斯拒絕對其之前警告西班牙小黃瓜為疫情源頭的言論的批評，雖然最後這樣的言論沒有被證實，但他不認為自己太早發出警告。該雜誌也表示西班牙正要求賠償其農民上百萬歐元的損失。
5月30日，德國衛生官員針對這次疫情開了一次會議，歐盟衛生官員隨後表示這次疫情是德國有史以來爆發最大的一次感染。
這次疫情中，有12名死者是女性。這些案例中有11例都發生在德國北部，其中汉堡附近地區受害最嚴重。但位於德国北莱茵-威斯特法伦州的一名91歲婦女的死亡病例讓人擔心疫情已經開始擴散。現在醫生將希望寄託在一種稱為依庫珠單抗的藥物上，這種藥物可以有效治療感染併發的溶血性尿毒綜合症。
在德國，約有100名併發溶血性尿毒综合征的患者的腎受到嚴重損害，可能需要進行器官移植。

#### 西班牙
西班牙唯一受感染的病例是一名40多歲的男子，並已被送至圣塞瓦斯蒂安的一家醫院。一名在德國的西班牙籍運動員埃莱纳·艾斯皮索也受到了感染，她為了參加漢堡馬拉松而前往德國，在進行馬拉松途中即出現症狀，並在結束後馬上到汉堡的一家醫院就診。她聲稱在德國期間沒有食用小黃瓜，但有食用其他生菜、水果。

#### 瑞典
5月31日瑞典出現了第一宗死亡病例，一名50多歲的婦人在布羅斯的一處醫院死亡，她是在前往德國旅遊時遭到感染。在這波疫情中，到5月31日為止瑞典已有41起病例，其中有15例特別嚴重。

#### 奥地利
5月27日，衛生當局通報有兩名從德國北部騎腳踏車到奥地利的德國遊客遭到感染，並住進當地醫院中。

#### 捷克
唯一確認感染病例是一位美國女性遊客，她不久前剛從德國離開，隨後來到捷克。

#### 丹麦
丹麥官方表示截至5月30日為止已經確定14起病例，另有26宗疑似病例。其中已有14名患者出現腎衰竭的症狀。5月30日時，丹麥獸醫與食物總署（Denmark's Veterinary and Food Administration，DVFA）開始檢察丹麥境內的小黃瓜是否遭受汙染，並同時建議停止食用西班牙的小黃瓜與德國的生菜和番茄。

#### 芬兰
芬蘭衛生與福利國家機構於6月4日記錄當地的首宗證實病例。

#### 法國
截至6月3日，法國衛生管制研究所通報了10宗病例，這些患者遭到感染時，人正好都在德國境內。6月24日，該研究所通告亞奎丹有10宗病例，包括贝格莱市的7宗關聯病例，其中6宗是6月8日舉辦的慶典中吃了豆芽菜。有1位受感染的患者則出現與德國疫情類似的症狀。

#### 荷蘭
6月6日荷蘭國家公共衛生及環境研究院表示已有六人確認遭到感染，其中有四人已經併發溶血性尿毒综合征，另外兩人則沒有出現腎臟問題，這六宗病例在得病前不久都去過德國。其他病例現在正在調查中。

#### 波蘭
5月30日，一位女性從漢堡回來後，由於感染大腸桿菌導致病情嚴重而入院治療。截至當天為止，波蘭境內至少記錄了467宗腸道感染的病例。

#### 英国
5月28日，英國通報3人确诊前曾去過德國，並遭到感染。5月29日，英國食品標準局表示，遭到大腸桿菌汙染的小黃瓜並沒有進口。在英国南格洛斯特，12名雷德費爾·埃奇小學（Redfield Edge Primary School）的學童於5月20日生病，學童雙親中有4人在6月2日之前的這段時間陸續生病。但遭到感染的是常見的大腸桿菌O157型，而非O104型。

### 非歐盟成員國

#### 加拿大
截至6月8日，通報一宗確定病例，該名患者确诊前曾去過德國。

#### 挪威
6月5日，在挪威發現了幾宗未公開的病例。

#### 瑞士
瑞士目前已確認三起病例，5月31日有一人感染，但沒有其他細節傳出，6月1日，瑞士聯邦公共衛生局發布了第二起病例，第三起病例則出現在6月3日。

#### 美国
截至6月5日，通報四宗確定病例，這些患者确诊前都曾去過德国漢堡市區。

## 疑似病例

### 芬兰
截至2011年6月1日，芬蘭衛生與福利國家機構開始檢測一位上周末進入赫尔辛基瑪麗亞醫院的人士是否為該疫情的患者，他疑似遭到腸道出血性大腸桿菌的菌株感染，並且承受折磨中。

### 盧森堡
6月8日，盧森堡記錄了第一宗疑似病例。

### 葡萄牙
6月2日，葡萄牙當局報告有三位葡萄牙公民，其中一位是馬德拉自治區人，他從德國漢堡回來後發生腸胃炎，因而被懷疑遭到細菌感染。另外兩位從德國回來後做了檢測，對大腸桿菌的菌株則是呈現陰性反應。

### 斯洛伐克
6月8日，斯洛伐克出現第一宗疑似病例，受害者是一位25歲的男性，已在科希策路易·巴斯德醫院（Louis Pasteur Hospital）接受治療。

## 國際應變

### 歐盟成員國
5月22日，歐盟委員會衛生專員約翰·達利表示將優先處理這次的疫情，並將協同各會員國（特別是德國）查出造成感染的源頭。6月1日約翰·達利再次發言表示疫情已經被控制在漢堡附近的區域且已趨於緩和，因此對任何產品的禁止都是不恰當的。他也提到自己正與農業專員達奇安·喬洛什合作，處理農民（特別是生產蔬菜者）在這波疫情中的經濟、財務損失。在另一次談話中他提到未來將檢討在科學證據發表前就對農產品發出警告是否妥當。
6月7日，歐盟各國部長在卢森堡召開一次緊急會議，討論這次的疫情，當時已經造成23人死亡與超過2000人遭到感染，德國聯邦農業部部長爱格纳再次告誡消費者不要食用豆芽菜、小黃瓜、番茄與沙拉。
欧盟成员国中除了德國政府警告消費者不要食用生的小黃瓜、生菜與番茄外，許多其他國家也禁止部分農產品進口。
 奥地利
5月29日奥地利官方宣稱有「少量」疑似受汙染的小黃瓜、番茄與茄子已從33家商店下架，移往實驗室接受檢驗。5月31日奧地利專家到33家商店檢查，以確保從西班牙進口的蔬菜都已經下架，這項行為是因為早前德國發出對西班牙農產品的警告，透過許多德國公司傳到了奧地利。6月1日奧地利已將西班牙進口的小黃瓜全面下架，許多消費者也對進口的小黃瓜感到不安而拒絕購買。
 比利时
比利時在5月31日禁止從西班牙進口小黃瓜，當天比利時聯邦食品安全局也承認可能還有西班牙進口的小黃瓜在市面上銷售。比利時農業部部長拉呂埃萊表示從去年冬天起就沒有從西班牙進口小黃瓜。比利時政府據說對德國提供的錯誤資訊感到不滿。
 保加利亚
5月31日保加利亞農業部部長米羅斯拉夫·納伊德諾夫重申該國沒有從西班牙進口小黃瓜。
 捷克
捷克官方表示他們的實驗室已經檢測29日下架的120個西班牙進口的小黃瓜，並沒有發現遭到汙染，但拒絕對這次事件發表對責任歸屬的看法。6月1日捷克已將全部西班牙進口的小黃瓜從商店中下架。但到6月3日為止，唯一出現的感染病例是外國人，尚未有本國人遭到感染。
 丹麦
5月31日，丹麥獸醫與食品管理總署（Denmark's Veterinary and Food Administration，DVFA）表示民眾對丹麥小黃瓜是否被這次疫情波及感到關切，並將開始檢驗樣本以使消費者放心。
 義大利
5月31日，意大利最大的農業種植主協會利用這次疫情呼籲義大利政府扶植本土農業並降低進口。6月3日，一份義大利實驗室的報告指出到目前為止沒有明確證據指出蔬菜是導致這波疫情的原因。6月4日，為了挽救小黃瓜的銷售量，在義大利各地舉行了「反恐慌」活動，在活動中免費發放十公噸的小黃瓜。
 爱尔兰
6月9日，愛爾蘭食品安全署指出這次疫情並沒有擴散到爱尔兰，也沒有任何在德國的愛爾蘭籍遊客遭到感染。食品安全署並表示他們繪持續追蹤疫情並在必要時提供政府與民眾最新訊息。
 盧森堡
卢森堡沒有禁止從德國與西班牙進口小黃瓜。
 荷蘭
5月31日，荷蘭食品與消費品安全管理局表示在由種植黃瓜的農民與量販店所做的檢測中，沒有測出任何與這次疫情相關的大腸桿菌。荷蘭也於5月31日停止向德國出口小黃瓜。6月9日，荷蘭官方從市面上召回由荷蘭、西班牙與德國生產的甜菜芽，這些甜菜芽被另一型較不具毒性的大腸桿菌汙染。
 西班牙
5月30日西班牙政府表示他們正在考慮是否要對德國提出求償，並表示德國早先對疫情源頭的推測造成西班牙農業巨大的損失。自從疫情爆發開始，安達魯西亞農場每天損失高達八百萬歐元。西班牙衛生部長萊爾並堅定的表示到5月31日為止，西班牙還沒有出現本土感染病例。
 斯洛維尼亞
6月3日，斯洛文尼亚農業部部長戴扬・日丹表示該國全部樣品檢測均呈陰性。總理博魯特·帕霍爾聲稱在這波疫情中斯洛維尼亞是絕對的安全。

### 非歐盟歐洲國家
阿尔巴尼亚
阿尔巴尼亚於5月30日禁止了小黃瓜的進口。其衛生部長佩特里特·瓦西利表示阿爾巴尼亞沒有被疫情波及，且境內所有小黃瓜均為本土產，而非進口的。
5月30日，克罗地亚的醫生提升了國內的醫療警告層級，且對疑似有感染症狀的病人加強診斷。6月1日克羅埃西亞的蔬果商抱怨其銷售量因為這次疫情而下降。克羅埃西亞的科學家正在研發一種新種稱為的新抗生素，這種抗生素可有效治療大腸桿菌。

### 獨立國家國協
俄羅斯
6月2日，俄羅斯擔憂受到大腸桿菌疫情波及，因而全面禁止進口來自歐盟的新鮮蔬菜。歐盟譴責俄羅斯的進口禁令太過嚴格，並希望解除這項進口禁令。這項對歐盟的進口禁令於6月10日解除，但俄羅斯對進口蔬菜仍會採取嚴格的檢測。

### 中東
埃及
埃及衛生部長阿斯拉夫·哈特姆（Ashraf Hatem）於6月2日表示該國還沒有任何人遭到感染，並表示正對從歐洲疫區十國前來的旅客進行嚴格的檢查，以確保他們沒有攜帶病菌。哈特姆還指出埃及沒有從受影響的國家進口小黃瓜，且雖然大腸桿菌具有接觸傳染性，但可透過清洗蔬菜而避免感染。他並強調埃及沒有受到這次疫情波及的可能性。
 黎巴嫩
黎巴嫩自6月5日起暫停進口來自歐盟各國的生鮮蔬菜。
卡達自6月5日起停止從西班牙與德國進口生鮮小黃瓜、番茄與生菜。
 沙烏地阿拉伯
6月7日，沙特阿拉伯食品藥物局（Saudi Food and Drug Authority）禁止從歐洲進口任何生鮮或罐裝的蔬菜，並表示此舉是為了避免大腸桿菌疫情擴散至該國。
 阿联酋
6月1日阿拉伯聯合大公國停止從西班牙進口小黃瓜。至6月5日前又陸續停止從德國、丹麥及荷蘭進口小黃瓜。

### 北美洲
加拿大
加拿大在6月2日實施對大腸桿菌的嚴格檢查。6月3日加拿大公共衛生局表示尚沒有加拿大人遭到感染（但6月8日時通報了一宗感染病例）。加拿大政府也對加強對歐盟進口的小黃瓜、生菜與番茄的規定
 美国
美国农业部及美国食品药品监督管理局官員表示這次大腸桿菌疫情確實是個嚴重的問題，但政府官員目前仍較關注較有名的另一型大腸桿菌O157型。
根據CNN的報導，美國疾病控制與預防中心的食物中毒與微生物疾病感染部門（Division of Foodborne and Mycobacterial Infectious Diseases）已確認三起（現在則有五起）感染病例，但這三名病患在感染前不久都去過德國漢堡。美國疾病防制中心也發現這次疫情中潛在的歐洲與美國病例可能導致大型的公共衛生危機。美國駐歐洲的軍事基地也開始實施預防措施，避免受疫情影響。
6月8日，美國食品藥品監督管理局表示其將持續對疫情保持警戒，並持續採取具體措施監控疫情。並提到美國大多數的生鮮產品均來自其本土或中美洲，歐盟各國並非重要的進口來源。

### 撒哈拉以南非洲
奈及利亞
6月3日，奈及利亞正著手調查一批進口自荷蘭與（或）丹麥疑似遭到汙染的蔬菜。

### 東亞
中華民國
台湾疾病管制局副局長周志浩表示台灣從歐洲進口的蔬果不多，疫情傳入台灣的機會不大，同時台灣衛生體系健全，治療也不成問題，他並提到這次疫情比較好發於成年女性，如果即早發現仍有很高的治療率。
6月13日，台灣宣布從14日起暫停從德國進口豆芽菜，衛生署表示這項禁令只是一種預防性措施，因為台灣在過去兩年都未從德國進口豆芽菜。
 中华人民共和国
中國疾病預防控制中心於6月7日針對這次疫情召開視訊會議，向各省及城市的疾病管制中心通報疫情發展、監測與防控工作。與會專家認為中國進口生鮮蔬果量不多，儘管可能出現赴德旅行的人員感染病例，但疫情在國內進一步廣泛傳播的可能性不大。
 香港
6月7日，香港食物及衛生局局長周一嶽表示因為感來來源尚未確定，這次疫情有一定風險會感染香港居民，不論是到德國旅遊或居住在香港本地者。
7月23日，香港一名老婦人因腹瀉、嘔吐等症狀到明愛醫院就醫，經診斷發現感染了O124︰H19型的大腸桿菌，該品系與造成歐洲疫情的O104︰H4一樣屬志賀樣毒素的大腸桿菌。香港衞生防護中心表示這種品系與較常見的O157︰H7型較相似，香港大學感染及傳染病中心總監何栢良則表示這宗病例是香港的第一宗病例，要觀察一至兩個星期個案是否增加才能判定是否爆發大規模感染。該名感染的老婦經治療後情況穩定，已於7月26日出院，其家人也未出現病徵，應屬個案。

## 經濟影響
到6月1日，奥地利、意大利及法国的小黃瓜銷售量均大幅減少，但奧地利衛生部官員帕梅拉·伦蒂－瓦格纳表示奧地利的消費者仍是安全的。
6月3日，西班牙、葡萄牙和德国政府正式請求歐盟對受疫情影響的農民提供援助。當天俄羅斯亦開始計畫改由烏克蘭、土耳其、亞塞拜然與埃及進口小黃瓜。
6月7日，歐盟國家的農民已損失了高達上百萬美元的出口收入。西班牙蔬果生產及出口聯盟也表示其農民已經損失高達256,000,000美元。法國、瑞士、保加利亞、德國、荷蘭、比利時及葡萄牙的農民也受到了程度相當的衝擊。
當天，歐盟提出將提供受影響的農民135,000,000英鎊的補償金。歐盟農業長官表示其農民可獲得相當於其無法銷售產品三成的補償金。歐盟衛生長官約翰·達利並於同日正式批評德國對疫情來源太早下結論，造成民眾與農民的恐慌，並導致歐盟農業部門的龐大損失。約翰·達利並向位於斯特拉斯堡的歐洲議會表示，如此重大的資訊應在有足夠科學根據確人後才公開。
6月8日，西班牙以太少為理由，拒絕了歐盟提供的135,000,000英鎊（相當於150,000,000歐元）賠償金。法國農業部長布鲁诺·勒梅爾則表示法國支持歐盟對受影響的農民提供賠償金。
同日，計算顯示這波大腸桿菌的疫情在人事上（例如病假）已造成高達2,840,000,000美元的損失（尚不包括物質上的損失，如丟棄的小黃瓜）。
自德國於6月8日呼籲民眾不要食用生鮮小黃瓜、番茄、生菜與豆芽菜後，歐洲許多民眾都避免食用蔬菜水果。歐盟國家農民聲稱他們每週損失611,000,000美元，成熟的蔬菜在田野或商店中腐爛而無人購買。同日，歐盟主管農業事務專門委員達奇安·喬洛什宣布歐盟將提高補償金至306,000,000美元（相當於210,000,000歐元）。

### 歐盟成員國
6月8日，歐盟主管農業事務專門委員達奇安·喬洛什已宣布提高受疫情影響的農民賠償金至210,000,000歐元。
 保加利亚
保加利亞農業與食物部門部長米羅斯拉夫·納伊德諾夫表示包括俄罗斯在內的數個國家暫停從歐盟進口蔬菜造成該國嚴重的經濟損失。
 西班牙
6月3日，西班牙首相何塞·路易斯·羅德里格斯·薩帕特羅表示該國將對德國、俄羅斯等國禁止進口其農產品造成的損失提出強烈求償。之後,西班牙拒絕了歐盟委員會對其農民提供的150,000,000歐元賠償金，理由是數目太少。

### 非歐盟成員國
截至6月1日，克罗地亚的蔬果商不滿地表示，由於民眾對大腸桿菌疫情擴散的恐慌心理，導致當地市場的蔬果價格下跌。
 瑞士
6月3日，儘管小黃瓜已經過檢驗，確認不是疫情爆發來源，瑞士農民仍銷毀了其因疫情影響而滯銷的小黃瓜。根據當天的瑞士電視新聞報導，僅即銷毀了多達30000至40000顆小黃瓜。另一項報導指出，一名蘇黎世的農民丟棄了當天無法售出的10000顆小黃瓜。報導指出疫情爆發以來，小黃瓜銷售已經降低了五成。
 土耳其
俄羅斯改成進口土耳其小黃瓜，以取代對歐盟進口禁令的部分。
俄羅斯改由阿塞拜疆進口當地的黃瓜及其他蔬果，以彌補禁止蔬果從歐盟進口所造成的短缺。

## 後續
自俄罗斯宣布禁止從歐盟國家進口蔬菜後，即引發歐盟強力反彈，甚至暗示此舉可能使俄羅斯於年底加入世界貿易組織的計畫產生變數。因俄羅斯是歐盟蔬菜出口的第一大國，佔其出口量近四分之一，此禁令估計可能使歐盟每年損失十億歐元的收入。自六月下旬起，俄羅斯陸續恢復從荷兰、波兰、丹麦、比利时、西班牙、希腊及捷克進口蔬菜，據俄通社-塔斯社報導，至八月五日止仍有立陶宛、拉脫維亞、爱沙尼亚、斯洛文尼亚及德国五國被禁止向俄羅斯出口蔬菜，而因歐盟自7月26日起未再發現感染病例，若至8月8日都沒有新病例出現，俄羅斯即將解除對歐洲蔬菜的所有進口限制。
8月5日，俄羅斯動植物衛生監督局濱海邊疆區分局局長助理維塔利·薩連科透露，該局在海參崴截獲了25餘噸的德國豬肉，該批貨物被查獲後，已全部發回德國。
7月26日，德國羅伯特·科赫研究所宣布這波致命性大腸桿菌疫情已經結束。該研究所指出，過去三星期以來，沒有再傳出感染的新病例，總計這次疫情共造成52人死亡，其中50人來自德國，另外兩人則分別來自美國與瑞典。